# ビジネスゲート
ビジネスゲート株式会社(Business Gate Co.,Ltd.)は東京都品川区に本社を置く、フランチャイズ本部、店舗へのシステム導入・構築、事業のフランチャイズ化などの支援を行う企業。2005年（平成17年）にフランチャイズ開発営業代行事業として設立。2014年1月31日に自己破産。

## サービス
- マーベラスクリーム - ミキシングスイーツ店舗のフランチャイズ本部

## 出展
第25回フランチャイズ・ショー2009　マーベラスクリーム出展